# اش وود، ویکتوریا
اش وود (به انگلیسی: Ashwood) یک حومه شهر در استرالیا است که در ویکتوریا (استرالیا) واقع شده‌است.